# Classic Coaster
Classic Coaster in Washington State Fair (Puyallup, Washington, USA) ist eine Holzachterbahn, die von John A. Miller konstruiert und 1935 als Giant Coaster eröffnet wurde. Zwischendurch änderte sie noch zweimal ihren Namen in Coaster Thrill Ride bzw. Roller Coaster, bis sie schließlich in ihren heutigen Namen umbenannt wurde.

## Geschichte
Ursprünglich wurde Classic Coaster als Side-Friction-Achterbahn entworfen, was bedeutet, dass sich keine Räder unter der Schiene befinden und ein Abheben des Zuges somit möglich wäre. Grund für diese Entscheidung war, dass die Züge der Scenic Railway aus Oaks Amusement Park, welche 1935 oder früher geschlossen wurde, genutzt werden konnten.
Nach der Restaurierung der Strecke durch Walker LeRoy im Jahre 1950, wurden die Züge der Giant Dipper aus Happyland Park, welche 1947 geschlossen wurde, verwendet.

## Technische Daten
Die 808 m lange Strecke erreicht eine Höhe von 17 m und verfügt über eine 16 m hohe erste Abfahrt von 63°. Die Züge erreichen eine Höchstgeschwindigkeit von 81 km/h und es können maximal 1300 Personen pro Stunde mit Classic Coaster fahren.

## Züge
Classic Coaster besitzt drei Züge von Frederick Church mit jeweils acht Wagen. In jedem Wagen können zwei Personen (eine Reihe) Platz nehmen. Die Züge fahren unter den Namen Ol' Yeller, Blaz'n Blue und Or'nry Orange.